# Nils Johan Andersson
För andra betydelser, se Johan Andersson i Baggböle.
Nils Johan Andersson, född 20 februari 1821 i Gärdserums socken, Kalmar län, död 27 mars 1880 i Stockholm, var en svensk botaniker.

## Biografi
Av sin far, vilken 1828 var ledamot av bondeståndet och livligt intresserade sig för inrättandet av Nya Elementarskolan i Stockholm, insattes han i detta läroverk. År 1840 blev han student vid Uppsala universitet, 1845 filosofie magister och 1846 docent i botanik. År 1847 blev han lärare (1857 lektor) i naturalhistoria vid nämnda skola och lämnade denna befattning först 1874. Redan 1843 började han sina ovanligt vidsträckta resor. Såsom botaniker medföljde han fregatten Eugenie på världsomseglingen 1851-53, vilken han skildrade i brev till tidningen Aftonbladet, sedermera utgivna under titel En werldsomsegling, skildrad i bref (1853-1854, av Anton von Etzel översatt till tyska 1856). Från denna resa hemförde han rika botaniska samlingar. Sedan 1848 var han Svenska trädgårdsföreningens sekreterare. År 1855 utnämndes han till adjunkt i botanik vid Lunds universitet och 1856 till intendent vid Naturhistoriska riksmuseets botaniska avdelning samt lärare vid Bergianska trädgårdsskolan i Stockholm. 1857 blev han professor Bergianus. Han lämnade sina befattningar 1879.
Vid de flesta skandinaviska naturforskaremöten fungerade Andersson dels som sekreterare, dels som ordförande i den botaniska sektionen. Såsom Sveriges kommissarie deltog han de internationella trädgårdsutställningarna och botaniska kongresserna i London, Paris, Amsterdam, Wien, Florens, Köpenhamn och Köln, varjämte han 1868 anordnade trädgårdsutställningen i Stockholm. Han blev ledamot av Vetenskapsakademien 1859.
Under sin 27-åriga verksamhet som lärare gjorde Andersson gagn särskilt genom en lärokurs, som införde en mindre speciell och stel terminologi och lade större vikt vid det morfologiska, åskådliggjorde genom en mängd i texten införda illustrationer, och genom flera planschverk, vilka sedermera blev i Sverige allmänt nyttjade hjälpmedel vid undervisningen. Bland dithörande arbeten kan nämnas Lärobok i botanik (I-III, 1851-1853), Inledning till botaniken (1859-1861; flera upplagor), Atlas öfver den skandinaviska florans naturliga familjer (1849), Väggtaflor för åskådningsundervisningen i botanik (20 planscher, 1861-1862) samt det av honom och lektor Knut Fredrik Thedenius utgivna verket Svensk skolbotanik (1851-1853). Bland hans arbeten kan nämnas Salices Lapponiæ (1845), Monographia Salicum (1867) och Plantæ Scandinaviæ (1849-52; på svenska 1850-52). På den beskrivande botanikens och växtgeografins områden beskrev Andersson i en stor mängd uppsatser Lapplands, Skandinaviens och åtskilliga under jordomseglingen besökta trakters vegetation (till exempel Om Galapagosöarnas vegetation, 1854, i vilken han sökte fullständigt belysa dessa öars växtlighet med utgångspunkt i Charles Darwins lära). 
Han var gift med konstnären Anna Tigerhielm.
Auktorsnamnet N.J.Andersson kan användas för Nils Johan Andersson i samband med ett vetenskapligt namn inom botaniken; se Wikipediaartiklar som länkar till auktorsnamnet.
Auktorsnamnet Anderss. kan användas för Nils Johan Andersson i samband med ett vetenskapligt namn inom botaniken; se Wikipediaartiklar som länkar till auktorsnamnet.